# Coste della Sesia

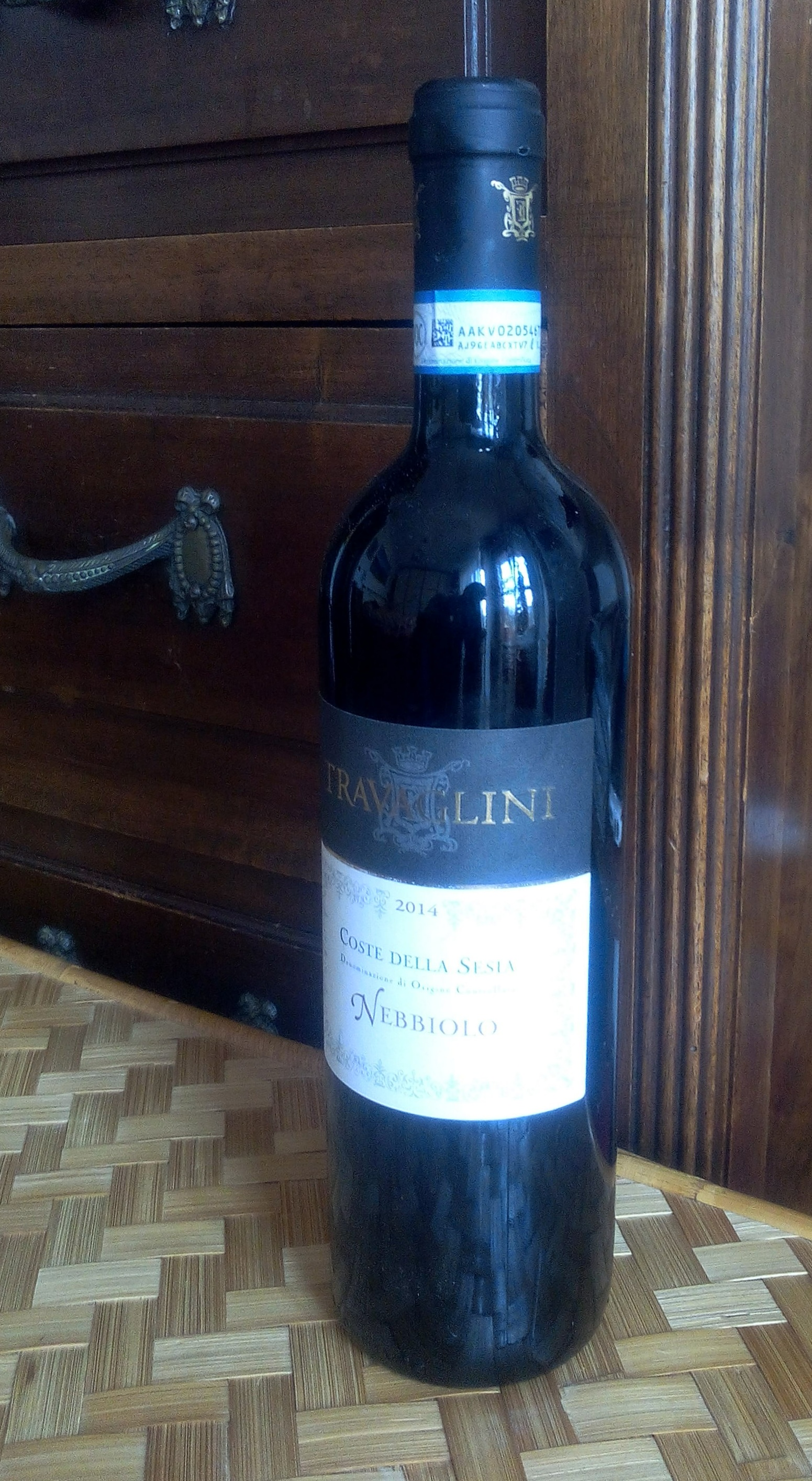
Une bouteille de Coste della Sesia

Le Coste della Sesia Bonarda est un vignoble italien de la région Piémont dont les appellations sont dotées d'une appellation DOC depuis le 14 septembre 1996. Seuls ont droit à la DOC les vins récoltés à l'intérieur de l'aire de production définie par le décret. 

## Aire de production
Les vignobles autorisés se situent en province de Biella dans les communes de Lessona, Masserano, Brusnengo, Curino, Villa del Bosco, Sostegno, Cossato, Mottalciata, Candelo, Quaregna, Cerreto Castello, Valdengo et Vigliano Biellese.
Les vignobles se situent sur les pentes qui surplombent la rive droite du cours d'eau de la Sesia.

## Superficie
La superficie plantée en vignes, en hectares est :
- bianco 1,22
- croatina 0,36
- nebbiolo (appelé localement spanna) 3,31
- rosso/rosato 8,19.

## Cépages
Les cépages les plus importants sont :
- Bonarda piemontese
- Nebbiolo
- Vespolina
- Barbera
- Croatina
- Erbaluce

## Appellations, vins
Sous l’appellation, les vins suivants sont autorisés :
- Coste della Sesia Bonarda
- Coste della Sesia Croatina
- Coste della Sesia Nebbiolo
- Coste della Sesia Vespolina
- Coste della Sesia bianco
- Coste della Sesia rosato
- Coste della Sesia rosso
- Coste della Sesia rosso novello